# Weir Glacier
Weir Glacier är en glaciär i Antarktis. Den ligger i Västantarktis. Argentina, Chile och Storbritannien gör anspråk på området. Weir Glacier ligger 604 meter över havet.
Terrängen runt Weir Glacier är kuperad söderut, men norrut är den bergig. Trakten är obefolkad. Det finns inga samhällen i närheten. 